# La gran persecució
La gran persecució (títol original en anglès, Hot Pursuit) és una pel·lícula de comèdia d'acció estatunidenca de 1987 dirigida per Steven Lisberger, escrita pel mateix Lisberger i Steven Carabatsos, i protagonitzada per John Cusack, Robert Loggia, Wendy Gazelle i Jerry Stiller. S'ha doblat al català.

## Repartiment
- John Cusack com a Dan Bartlett
- Robert Loggia com a "Mac" MacClaren
- Wendy Gazelle com a Lori Cronenberg
- Jerry Stiller com a Victor Honeywell
- Monte Markham com a Bill Cronenberg
- Shelley Fabares com a Buffy Cronenberg
- Ben Stiller com a Chris Honeywell
- Dah-ve Chodan com a Ginger Cronenberg
- Keith David com a Alphonso
- Paul Bates com a Cleon
- Ursaline Bryant com a Roxanne
- Terence Cooper com el capità Andrew
- Martin LaSalle com a presoner